# José Clementino de Azevedo Neto
José Clementino de Azevedo Neto (* 27. August 1960 in Natal, Rio Grande do Norte) ist ein brasilianischer Sänger.

## Diskografie
| - 1985: Àgua Viva - 1988: Resposta - 1989: O Nome - 1990: Tua Graça Me Basta - 1991: Nazareno - 1992: Vinde A Mim | - 1993: O Retorno - 1994: Dê Um Sorriso - 1998: Alma e Coração - 1999: Eu Te Amo - 2001: A Harpa - 2002: Além das Aparências | - 2003: Ao Vivo - 2003: As 20 Ungidas - 2004: Conquista - 2005: Entre os Querubins - 2007: Bem-Aventurado - 2008: Riquezas |